# Aderklaaer Straße
Aderklaaer Straße – jedna ze stacji metra w Wiedniu na linii U1. Została otwarta 2 września 2006. 
Znajduje się w 21. dzielnicy Floridsdorf, równolegle do Holzmanngasse i rozciąga się pomiędzy Aderklaaer Straße i Baldassgasse. Tytułowa Aderklaaer Straße została nazwana w 1910 roku, od znajdującej się na obrzeżach Wiednia dolnoaustriackiej wioski Aderklaa.